# 小泉勇人
小泉 勇人（こいずみ ゆうと、1995年9月14日 - ）は、茨城県神栖市出身の元プロサッカー選手。ポジションはゴールキーパー。

## 来歴
鹿島アントラーズジュニアユースを経て、2011年、ユースへ昇格。2012年1月、カタール・ドーハで行われたU-17アルカス国際大会に参加し、グループリーグでユヴェントスFCを破った試合ではマン・オブ・ザ・マッチに選ばれた。2013年4月には、トップチームに2種登録選手として登録。
2014年よりトップチームへ昇格。同年2月、J3に参戦するJリーグ・アンダー22選抜に選手登録された。4月6日、Y.S.C.C横浜戦に途中出場し、プロデビューを果たした。
2017年5月30日より育成型期限付き移籍の形で同じ茨城の水戸ホーリーホックに加入することが発表された。しかしこの年は絶対的守護神の笠原昂史の存在もあり、出番は無かった。2018年から水戸へ完全移籍。
2018年6月26日、J3・グルージャ盛岡への育成型期限付き移籍が決定した。期間は翌年1月31日まで。背番号は32番となる。
2019年、ザスパクサツ群馬へ完全移籍。
同年7月にヴァンフォーレ甲府へ期限付き移籍する事を発表。2020年より完全移籍に変更。第32節愛媛FC戦にて加入後初出場を果たし、終了間際にヘディングシュートをストップするなどと好セーブを見せた。しかし甲府でのリーグ戦出場はこの1試合に止まり、2022年シーズン終了後に契約満了。2023年2月15日、現役引退を発表した。

## 挿話
SNS（Twitter、TikTok、YouTubeなど）を通じて料理研究家顔負けの料理の腕前と食に関する知識を発信していることで知られる。コロナ禍で練習が出来ない時期に本格的に料理に取り組み始めたといい、2021年7月より自炊記録アカウントを立ち上げ、アスリートフードマイスター3級や上級食育アドバイザーなど6つの食に関する資格を取得した。自炊記録アカウントのフォロアーの多くはサッカーに関心の薄い人であるという。

## 所属クラブ
- 大野原SSS
- 2008年 - 2010年 鹿島アントラーズジュニアユース
- 2011年 - 2013年 鹿島アントラーズユース（鹿島学園高等学校）
  - 2013年4月 - 同年12月 鹿島アントラーズ（2種登録選手）
- 2014年 -  鹿島アントラーズ
  - 2014年 - 2015年  Jリーグ・アンダー22選抜
  - 2017年5月 - 同年12月  水戸ホーリーホック (期限付き移籍)
- 2018年  水戸ホーリーホック
  - 2018年6月 - 同年12月  グルージャ盛岡 (期限付き移籍)
- 2019年  ザスパクサツ群馬
  - 2019年7月 - 同年12月  ヴァンフォーレ甲府 (期限付き移籍)
- 2020年 - 2022年  ヴァンフォーレ甲府

## 個人成績
| 国内大会個人成績 | 国内大会個人成績 | 国内大会個人成績 | 国内大会個人成績 | 国内大会個人成績 | 国内大会個人成績 | 国内大会個人成績 | 国内大会個人成績 | 国内大会個人成績 | 国内大会個人成績 | 国内大会個人成績 | 国内大会個人成績 |
| 年度             | クラブ           | 背番号           | リーグ           | リーグ戦         | リーグ戦         | リーグ杯         | リーグ杯         | オープン杯       | オープン杯       | 期間通算         | 期間通算         |
| 年度             | クラブ           | 背番号           | リーグ           | 出場             | 得点             | 出場             | 得点             | 出場             | 得点             | 出場             | 得点             |
| 日本             | 日本             | 日本             | 日本             | リーグ戦         | リーグ戦         | リーグ杯         | リーグ杯         | 天皇杯           | 天皇杯           | 期間通算         | 期間通算         |
| ---------------- | ---------------- | ---------------- | ---------------- | ---------------- | ---------------- | ---------------- | ---------------- | ---------------- | ---------------- | ---------------- | ---------------- |
| 2014             | 鹿島             | 31               | J1               | 0                | 0                | 0                | 0                | 0                | 0                | 0                | 0                |
| 2015             | 鹿島             | 31               | J1               | 0                | 0                | 0                | 0                | 0                | 0                | 0                | 0                |
| 2016             | 鹿島             | 31               | J1               | 0                | 0                | 0                | 0                | 0                | 0                | 0                | 0                |
| 2017             | 鹿島             | 31               | J1               | 0                | 0                | 0                | 0                | -                | -                | 0                | 0                |
| 2017             | 水戸             | 40               | J2               | 0                | 0                | -                | -                | 0                | 0                | 0                | 0                |
| 2018             | 水戸             | 21               | J2               | 0                | 0                | -                | -                | 0                | 0                | 0                | 0                |
| 2018             | 盛岡             | 32               | J3               | 12               | 0                | -                | -                | -                | -                | 12               | 0                |
| 2019             | 群馬             | 1                | J3               | 0                | 0                | -                | -                | 0                | 0                | 0                | 0                |
| 2019             | 甲府             | 33               | J2               | 0                | 0                | -                | -                | 0                | 0                | 0                | 0                |
| 2020             | 甲府             | 33               | J2               | 1                | 0                | -                | -                | -                | -                | 1                | 0                |
| 2021             | 甲府             | 21               | J2               | 0                | 0                | -                | -                | 0                | 0                | 0                | 0                |
| 2022             | 甲府             | 21               | J2               | 0                | 0                | -                | -                | 0                | 0                | 0                | 0                |
| 通算             | 日本             | 日本             | J1               | 0                | 0                | 0                | 0                | 0                | 0                | 0                | 0                |
| 通算             | 日本             | 日本             | J2               | 1                | 0                | -                | -                | 0                | 0                | 1                | 0                |
| 通算             | 日本             | 日本             | J3               | 12               | 0                | -                | -                | -                | -                | 12               | 0                |
| 総通算           | 総通算           | 総通算           | 総通算           | 13               | 0                | 0                | 0                | 0                | 0                | 13               | 0                |

- 2013年は2種登録選手

その他の公式戦
| 2014   | J-22   | -      | J3     | 1 | 0 | 1 | 0 |
| 2015   | J-22   | -      | J3     | 0 | 0 | 0 | 0 |
| 通算   | 日本   | 日本   | J3     | 1 | 0 | 1 | 0 |
| 総通算 | 総通算 | 総通算 | 総通算 | 1 | 0 | 1 | 0 |

| 国際大会個人成績 | 国際大会個人成績 | 国際大会個人成績 | 国際大会個人成績 | 国際大会個人成績 | FIFA      | FIFA      |
| 年度             | クラブ           | 背番号           | 出場             | 得点             | 出場      | 得点      |
| AFC              | AFC              | AFC              | ACL              | ACL              | クラブW杯 | クラブW杯 |
| ---------------- | ---------------- | ---------------- | ---------------- | ---------------- | --------- | --------- |
| 2015             | 鹿島             | 31               | 0                | 0                | -         | -         |
| 2016             | 鹿島             | 31               | -                | -                | 0         | 0         |
| 2017             | 鹿島             | 31               | 0                | 0                | -         | -         |
| 通算             | AFC              | AFC              | 0                | 0                | 0         | 0         |

出場歴
- Jリーグ初出場 - 2014年4月6日 J3第5節 対Y.S.C.C横浜（ニッパツ三ツ沢球技場）

## タイトル

### クラブ
鹿島アントラーズ
- スルガ銀行チャンピオンシップ：1回 (2013年)
- ヤマザキナビスコカップ：1回（2015年）
- J1リーグ：1回（2016年）
- 天皇杯全日本サッカー選手権大会：1回（2016年）

ヴァンフォーレ甲府
- 天皇杯全日本サッカー選手権大会：1回（2022年)